# نصرالله جهان‌بین
نصرالله جهان‌بین(نصرآباد): روستایی از توابع بخش لوداب شهرستان بویراحمد در استان کهگیلویه و بویراحمد، ایران است.

## جمعیت
این روستا در بخش لوداب شهرستان بویراحمد قرار دارد و براساس سرشماری مرکز آمار ایران در سال ۱۳۸۵، جمعیت آن ۳۰ نفر (۹خانوار) بوده‌است.